# Hội Trạch
Hội Trạch (tiếng Trung: 会泽县), Hán Việt: Hội Trạch huyện là một huyện thuộc địa cấp thị Khúc Tĩnh, tỉnh Vân Nam, Cộng hòa Nhân dân Trung Hoa. Huyện này có diện tích 6.077 km², dân số năm 2003 là 900.000 người. Chính quyền huyện đóng tại trấn Kim Chung.

## Các đơn vị hành chính

### Trấn
- Kim Chung (金钟)
- Chung Bình (钟屏)
- Na Cô (娜姑)
- Dĩ Xa (迤车)
- Khoáng Sơn/Quáng Sơn (矿山)
- Giả Hải (者海)
- Đãi Bổ (待补)

### Hương
- Chỉ Hán (纸厂)
- Mã Lộ (马路)
- Hỏa Hồng (火红)
- Nhạc Nghiệp (乐业)
- Đại Tỉnh (大井)
- Tân Nhai (新街)
- Vũ Lục (雨碌)
- Đại Hải (大海)
- Lỗ Nạp (鲁纳)
- Lão Hán (老厂)
- Thượng Thôn (上村)
- Ngũ Tinh (五星)
- Giá Xa (驾车)
- Đại Kiều (大桥)
- Điền Bá (田坝)